# Microryctes monodon
Microryctes monodon är en skalbaggsart som beskrevs av Leon Fairmaire 1893. Microryctes monodon ingår i släktet Microryctes och familjen Dynastidae. Inga underarter finns listade i Catalogue of Life.